# Horseshoe Canyon Archeological District
 (juin 2020).
Pour les articles homonymes, voir Horseshoe.
Le Horseshoe Canyon Archeological District est un district historique du comté de Wayne, dans l'Utah, aux États-Unis. Protégé au sein du parc national des Canyonlands, ce site archéologique a d'abord été inscrit au Registre national des lieux historiques sous le nom d'Horseshoe (Barrier) Canyon Pictograph Panels le 23 février 1972. Il prend son nom et son périmètre actuels le 24 janvier 2012.